# Popelín
Popelín település Csehországban, a Jindřichův Hradec-i járásban. Popelín Bořetín, Zahrádky, Bednáreček, Strmilov, Panské Dubenky, Počátky, Stojčín és Žirovnice településekkel határos. Lakosainak száma 477 fő (2024. január 1.).

## Népesség
A település lakosságának változását az alábbi diagram mutatja:
| Lakosok száma | 1008 | 1017 | 1160 | 776  | 527  | 442  | 506  | 501  | 488  | 477  |
|               | 1869 | 1890 | 1921 | 1950 | 1980 | 2001 | 2017 | 2019 | 2022 | 2024 |